# دي. بي. كوبر
دي. بي. كوبر (بالإنجليزية: D. B. Cooper) هو اسم مستعار لرجل مجهول اختطف طائرة بوينج 727 في شمال غرب الولايات المتحدة، في المجال الجوي بين بورتلاند، أوريغون، وسياتل، واشنطن، بعد ظهر الأربعاء، 24 نوفمبر 1971. اشترى الرجل تذكرة طيران باستخدام الاسم المستعار دان كوبر، ولكن بسبب سوء التواصل الإخباري، أصبح معروفًا في التقاليد الشعبية باسم دي بي كوبر. قام بطلب 200 ألف دولار كفدية (ما يعادل 1,563,913.09$ بحسابات عام 2024) و 4 مظلات. على الرغم من مطاردة واسعة والتحقيق المطول لمكتب التحقيقات الفدرالي، لم يتم تحديد الجاني أو التعرف عليه. ولا تزال الحالة الوحيدة التي لم تحل لحالات القرصنة الجوية في تاريخ الطيران التجاري.
يرى العديد من عملاء مكتب التحقيقات الفدرالي أن كوبر ربما لم ينجو من قفزته عالية المخاطر، ولكن لم يتم استرداد رفاته أبدًا. وقد حافظ مكتب التحقيقات الفدرالي على تحقيق نشط لمدة 45 عاما بعد الاختطاف. على الرغم من ملف القضية الذي نما إلى أكثر من 60 مجلدًا خلال تلك الفترة، لم يتم التوصل إلى استنتاجات نهائية بشأن هوية كوبر الحقيقية أو مكانها.
تم اقتراح العديد من النظريات حول مدى معقولية التباين على مر السنين من قبل المحققين والصحفيين وهواة الهواة. اكتشف صبي صغير مخبأ لكمية قليلة من أموال الفدية على طول ضفاف نهر كولومبيا في فبراير 1980. أثار الاكتشاف اهتمامًا متجددًا لكنه عمّق في نهاية المطاف الغموض، ولا تزال الغالبية العظمى من الفدية دون استرداد.
أوقف مكتب التحقيقات الفدرالي رسميًا التحقيق النشط في القضية في يوليو 2016، لكن الوكالة تواصل طلب تقديم أي دليل مادي قد يظهر فيما يتعلق بالمظلات أو أموال الفدية لتحليلها.

## الاختطاف

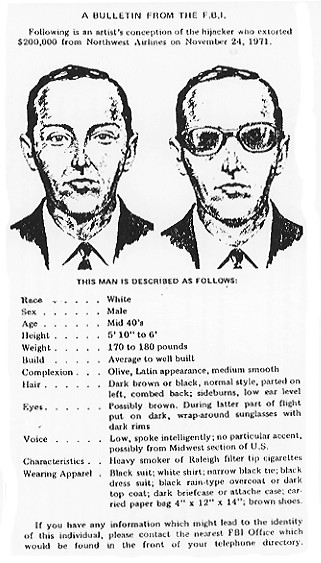
ملصق مطلوب لمكتب التحقيقات الفيدرالي لـ DB Cooper

في عشية عيد الشكر، 24 نوفمبر 1971، اقترب رجل في منتصف العمر يحمل حقيبة ملحقة سوداء من منصة طيران خطوط نورث ويست أورينت في مطار بورتلاند الدولي. عرف نفسه بأنه «دان كوبر» ودفع نقدا لشراء تذكرة ذهاب فقط على الرحلة 305، رحلة لمدة 30 دقيقة شمالًا إلى سياتل. استقل كوبر الطائرة، من طراز بوينج 727، وشغل المقعد «18 سي»، (تضاربت الروايات في أنه كان 18 إي أو 15 دي) في الجزء الخلفي من مقصورة الركاب. كان كوبر رجلاً هادئًا بدا في منتصف الأربعينيات من عمره، وهو يرتدي بدلة عمل بربطة عنق سوداء وقميص أبيض. طلب شرابًا بينما كانت الرحلة تنتظر الإقلاع.
غادرت الرحلة 305، التي كان ممتلئ ثلثها تقريبًا، بورتلاند في الموعد المحدد في الساعة 2:50 مساءً. بعد وقت قصير من الإقلاع، سلم كوبر مذكرة إلى فلورنس شافنر، المضيفة التي بالقرب منه في مقعد القفز المرتبط بباب الدرج الخلفي. شافنر، على افتراض أن المذكرة تحتوي على رقم هاتف رجل أعمال وحيد، أسقطتها دون فتحها في حقيبتها. انحنى كوبر نحوها وهمس، «ايتها الآنسة، من الأفضل أن تنظرين إلى تلك الملاحظة. لدي قنبلة».
طُبعت الملاحظة بأحرف أنيقة وكاملة مع قلم حبر. الصياغة الدقيقة غير معروفة، لأن كوبر استعادها لاحقًا، لكن شافنر تذكرت أن المذكرة قالت إن كوبر كان لديه قنبلة في حقيبته. بعد أن قرأت شافنر المذكرة، أخبرها كوبر بالجلوس بجانبه. وجلست شافنر حسب الطلب، ثم طلبت بهدوء رؤية القنبلة. فتحت كوبر حقيبته لفترة طويلة بما يكفي لإلقاء نظرة على ثماني أسطوانات حمراء («أربعة فوق أربعة») متصلة بأسلاك مغطاة بعزل أحمر، وبطارية أسطوانية كبيرة. وبعد إغلاق الحقيبة، ذكر مطالبه: 200 ألف دولار في «العملة الأمريكية القابلة للتداول»؛ أربع مظلات (اثنتان أساسيتان واثنتان احتياطيتان)؛ وشاحنة وقود تقف في سياتل لتزويد الطائرة بالوقود عند الوصول. نقلت شافنر تعليمات كوبر إلى الطيارين في قمرة القيادة. عندما عادت، كان كوبر يرتدي نظارة شمسية داكنة.
اتصل الطيار ويليام سكوت بمراقبة الحركة الجوية في مطار سياتل تاكوما، والتي بدورها أبلغت السلطات المحلية والاتحادية. وقد حصل الركاب الـ 36 الآخرون على معلومات كاذبة بأن وصولهم إلى سياتل سيتأخر بسبب «مشاكل ميكانيكية بسيطة». أذن رئيس خطوط نورث ويست، دونالد نيروب، بدفع الفدية، وأمر جميع الموظفين بالتعاون الكامل مع مطالب الخاطف. طارت الطائرة حول المطار لمدة ساعتين تقريبًا للسماح لشرطة سياتل ومكتب التحقيقات الفدرالي بوقت كاف لتجميع مظلات كوبر وأموال الفدية، وتعبئة أفراد الطوارئ.
أشارت المضيفة تينا ماكلو إلى أن كوبر بدا على دراية بالتضاريس المحلية. لاحظ في إحدى المرات قائلا «يبدو أن مررنا بتاكوما»، حيث كانت تحلق الطائرة فوقها. كما ذكر بشكل صحيح أن قاعدة ماكورد الجوية كانت على بعد 20 دقيقة فقط بالسيارة (في ذلك الوقت) من مطار سياتل تاكوما. وصفته شافنر بأنه هادئ ومهذب وحسن الكلام، ولا يتوافق على الإطلاق مع القوالب النمطية (المجرمين الغاضبين والمتشددين أو المنشقين السياسيين) المرتبطين بشكل عام بالقرصنة الجوية في ذلك الوقت. وصرحت ماكلو، «لم يكن عصبيا»، قالت للمحققين. «لقد بدا لطيفًا إلى حد ما. لم يكن أبدًا قاسيًا أو شريرًا. كان متيقظًا وهادئًا طوال الوقت.» لطلب وجبات لطاقم الطائرة أثناء التوقف في سياتل.
قام عملاء مكتب التحقيقات الفدرالي بتجميع أموال الفدية من عدة بنوك في منطقة سياتل – 10 الاف دولار غير مميزة من فئة الـ 20 دولارًا، معظمها بأرقام تسلسلية تبدأ بالحرف "L" الذي يشير إلى إصدار من قبل بنك الاحتياطي الفيدرالي في سان فرانسيسكو، ومعظم من سلسلة 1963A أو 1969 -وعملت صورة ميكروفيلم لكل منها. رفض كوبر المظلات العسكرية التي قدمها أفراد قاعدة ماكورد، وبدلاً من ذلك طالبوا بالمظلات المدنية مع حبال تعمل يدويًا. حصلت عليها شرطة سياتل من مدرسة محلية لتعليم القفز بالمظلات.

### الإفراج عن الركاب
في الساعة 5:24 مساءً، تم إبلاغ كوبر بأنه تم تلبية مطالبه، وفي الساعة 5:39 مساءً هبطت الطائرة في مطار سياتل تاكوما. مر أكثر من ساعة على غروب الشمس وأمر كوبر سكوت بنقل الطائرة إلى قسم معزول ومضاء بشكل مشرق من المئزر وإغلاق كل غطاء نافذة في المقصورة لردع القناصين. اقترب آل لي، مدير عمليات خطوط نورث ويست في سياتل، من الطائرة في ملابس مدنية لتجنب احتمال أن يخطئ كوبر الظن في زي العمل الرسمي الخاص به وقد يظن بأنه زي ضابط الشرطة. قام بتسليم الحقيبة والمظلات المليئة بالنقود إلى المضيفة ماكلو عبر السلالم الخلفية. بمجرد اكتمال التسليم، أمر كوبر جميع الركاب، شافنر، والمضيفة البارزة أليس هانكوك بمغادرة الطائرة.
أثناء إعادة التزود بالوقود، حدد كوبر خطته لطاقم قمرة القيادة: بأن يتخذوا مسار جنوبي شرقي نحو مكسيكو سيتي بأقل سرعة جوية ممكنة دون تعطيل الطائرة -ما يقرب من 100 عقدة (185 كم / ساعة؛ 115 ميل في الساعة) -بحد أقصى 10 الاف قدم (3000 قدم) م) الارتفاع. كما حدد أن معدات الهبوط تترك منتشرة في موضع الإقلاع / الهبوط، ويتم خفض ألواح الجناح 15 درجة، وتبقى المقصورة غير مضغوطة. أبلغ مساعد الطيار وليام راتزاك كوبر أن نطاق الطائرة كان يقتصر على ما يقرب من 1000 ميل (1600 كيلومتر) في إطار تكوين الرحلة المحدد، مما يعني أن التزود بالوقود الثاني سيكون ضروريًا قبل دخول المكسيك. ناقش كوبر والطاقم الخيارات واتفقوا على رينو، نيفادا، كمحطة للتزود بالوقود. مع فتح باب الخروج الخلفي للطائرة وتمديد درجها، وجه كوبر الطيار إلى الإقلاع. اعترض مكتب شمال غرب البلاد، على أساس أنه من غير الآمن الإقلاع مع الدرج الخلفي المنتشر. رد كوبر بأنه كان آمنًا حقًا، لكنه لم يجادل في النقطة. سيخفضها بمجرد أن يتم نقلها جوا.
طلب مسؤول في إدارة الطيران الفيدرالي عقد اجتماع وجهاً لوجه مع كوبر على متن الطائرة، وتم رفضه. تأخرت عملية إعادة التزود بالوقود بسبب مشكلة في آلية ضخ شاحنة صهريج الوقود. ومع ذلك، بمجرد اكتمال إعادة التزود بالوقود، تمكنت الطائرة من الإقلاع.

### الطائرة في الجو
في حوالي الساعة 7:40 مساءً، أقلعت طائرة بوينج 727 مع خمسة أشخاص فقط: كوبر، الطيار سكوت، المضيفة ماكلو، مساعد راتاكزاك، ومهندس الطيران هـ.أندرسون. اقلعت طائرتين مقاتلة من طراز F-106 من قاعدة ماكورد الجوية وتبعت الطائرة، واحدة فوقها وأخرى تحتها، من وجهة نظر كوبر. قام أحد الطيارين بتظليل طائرة البوينغ 727 أيضًا قبل أن ينفد الوقود وتعود بالقرب من خط ولاية أوريغون -كاليفورنيا. بشكل عام، كانت هناك خمس طائرات في المجموع تتبع الطائرة المختطفة. لم يره أي من الطيارين يقفز أو يمكنه تحديد موقع يمكن أن يهبط فيه.
بعد الإقلاع، أخبر كوبر ماكلو بالانضمام إلى بقية أفراد الطاقم في قمرة القيادة والبقاء هناك مع إغلاق الباب. أثناء استجابتها، لاحظت ماكلو كوبر يربط شيئًا حول وسطه. في حوالي الساعة 8:00 مساءً، يومض ضوء تحذير في قمرة القيادة، يشير إلى أن هناك مشكلة في الجزء الخلفي. تم رفض عرض الطاقم للمساعدة عبر نظام الاتصال الداخلي للطائرة بشكل قاطع. سرعان ما لاحظ الطاقم تغيرًا شخصيًا في ضغط الهواء، مما يشير إلى أن الباب الخلفي كان مفتوحًا.

## التحقيقات
وجد عملاء مكتب التحقيقات الفدرالي 66 بصمة مجهولة الهوية على متن الطائرة. كما عثر العملاء على ربطة عنق سوداء من كوبر، ومشبك ربطة عنق واثنتين من المظلات الأربعة، تم فتح أحدهما. قابلت السلطات شهود عيان في بورتلاند وسياتل ورينو، وجميع أولئك الذين تفاعلوا شخصياً مع كوبر. تم تطوير سلسلة من الرسومات المركبة.
بدأ رجال الشرطة المحلية ومكتب التحقيقات الفدرالي على الفور في استجواب المشتبه بهم المحتملين ومن بينهم أكثر من 800 شخص. من هذه، كان رجل من ولاية أوريغون يدعى دي.بي كوبر الذي كان له سجل بسيط في الشرطة من أوائل الأشخاص الذين اهتموا بالقضية. تم الاتصال به من قبل شرطة بورتلاند إذا كان الخاطف قد استخدم اسمه الحقيقي أو نفس الاسم المستعار في جريمة سابقة. سرعان ما تم استبعاده كمشتبه به، لكن مراسلًا محليًا يدعى جيمس لونج، سارع إلى الوفاء بموعد نهائي وشيك، خلط بين اسم المشتبه به الذي تم حذفه والاسم المستعار الذي استخدمه الخاطف. أعاد مراسل خدمة الأنباء نشر الخطأ، متبوعًا بالعديد من مصادر وسائل الإعلام الأخرى؛ أصبح لقب «دي.بي كوبر» في الذاكرة العامة للجمهور.
كان من الصعب تحديد منطقة بحث دقيقة، حتى الاختلافات الصغيرة في تقديرات سرعة الطائرة، أو الظروف البيئية على طول مسار الرحلة (والتي اختلفت بشكل كبير حسب الموقع والارتفاع)، غيرت نقطة الهبوط المتوقعة لكوبر بشكل كبير. كان المتغير المهم هو طول الوقت الذي بقي فيه في السقوط الحر قبل سحب حبله -إذا نجح بالفعل في فتح مظلة على الإطلاق. لم يرى أي من طياري القوات الجوية أي شيء يخرج من الطائرة، سواء بصريًا أو على الرادار، كما أنهم لم يروا مظلة مفتوحة. ولكن في الليل، مع رؤية محدودة للغاية وغطاء سحابي يحجب أي إضاءة أرضية أدناه، يمكن بسهولة أن يتم الكشف عن شخصية بشرية محمولة في الهواء ترتدي ملابس سوداء بالكامل. لم يقم طيارو T-33 بإجراء اتصال مرئي أبدًا مع 727 على الإطلاق.
في محاكاة تجريبية، قام سكوت بتجربة الطائرة المستخدمة في عملية الاختطاف في نفس تكوين الرحلة. وكلاء مكتب التحقيقات الفدرالي، دفعوا 200 رطل (91 كجم) مزلقة من الهواء المفتوح، كانوا قادرين على إعادة الحركة الصاعدة لقسم الذيل الذي وصفه طاقم الرحلة في الساعة 8:13 مساءً. بناءً على هذه التجربة، استنتجنا أن الساعة 8:13 مساءً. كان وقت القفز على الأرجح. في تلك اللحظة كانت الطائرة تحلق عبر عاصفة مطيرة شديدة فوق نهر لويس في جنوب غرب واشنطن.
وضعت الاستقراءات الأولية منطقة هبوط كوبر داخل منطقة على أقصى امتداد جنوب لجبل سانت هيلينز، على بعد بضعة أميال جنوب شرق آرييل، واشنطن، بالقرب من بحيرة ميروين، بحيرة اصطناعية تشكلها سد على نهر لويس. ركزت جهود البحث على مقاطعتي كلارك وكوليتز، والتي تشمل التضاريس جنوبًا وشمالًا على التوالي لنهر لويس في جنوب غرب واشنطن. قام عملاء مكتب التحقيقات الفدرالي ونواب شريف من تلك المقاطعات بتفتيش مساحات كبيرة من البرية الجبلية سيرا على الأقدام وطائرة هليكوبتر. كما تم إجراء عمليات تفتيش من منزل إلى منزل لبيوت المزارع المحلية. قامت أطراف البحث الأخرى بتشغيل قوارب دورية على طول بحيرة ميروين وييل ليك، الخزان على الفور إلى الشرق. لم يتم العثور على أي أثر لكوبر، ولا أي من المعدات التي يفترض أنها تركت الطائرة معه.
نسق مكتب التحقيقات الفدرالي أيضًا بحثًا جويًا، باستخدام طائرات ثابتة الجناحين وطائرات هليكوبتر من الحرس الوطني في أوريغون، على طول مسار الرحلة بأكمله (المعروف باسم فيكتور 23 في مصطلحات الطيران القياسية ولكن «فيكتور 23» في معظم أدبيات كوبر) من سياتل إلى رينو. على الرغم من رؤية العديد من رؤوس الأشجار المكسورة والعديد من القطع البلاستيكية والأشياء الأخرى التي تشبه مظلات المظلة والتحقيق فيها، لم يتم العثور على أي شيء ذي صلة باختطاف الطائرات.
بعد فترة وجيزة من ذوبان الجليد في أوائل عام 1972، قامت فرق من عملاء مكتب التحقيقات الفيدرالية بمساعدة حوالي 200 جندي من فورت لويس، إلى جانب أفراد القوات الجوية ورجال الحرس الوطني والمتطوعين المدنيين، بإجراء بحث بري شامل آخر في مقاطعتي كلارك وكوليتز لمدة ثمانية عشر يومًا في مارس ثم ثمانية عشر يومًا إضافيًا في أبريل. استخدمت شركة الاستكشافات الإلكترونية، وهي شركة إنقاذ بحرية، غواصة للبحث في عمق 200 قدم (61 مترًا) من بحيرة ميروين. عثرت امرأتان محليتان على هيكل عظمي في هيكل مهجور في مقاطعة كلارك؛ تم التعرف عليها لاحقًا على أنها بقايا مراهقة تم اختطافها وقتلها قبل عدة أسابيع. في نهاية المطاف، كشفت عملية البحث والاستعادة -التي يمكن القول إنها الأكثر شمولاً وكثافة، في تاريخ الولايات المتحدة -عدم وجود أدلة مادية مهمة تتعلق بالاختطاف.

### البحث عن أموال الفدية
بعد شهر من الاختطاف، قام مكتب التحقيقات الفدرالي بتوزيع قوائم الأرقام التسلسلية للفدية على المؤسسات المالية، والكازينوهات، وحلبات السباق، وغيرها من الشركات التي كانت تجري معاملات نقدية كبيرة بشكل روتيني، ووكالات إنفاذ القانون في جميع أنحاء العالم. عرض شركة الطيران مكافأة مقدارها 15 ٪ من الأموال المستردة، بحد أقصى 25000 دولار. في أوائل عام 1972، أصدر المدعي العام الأمريكي جون ن. ميتشل الأرقام التسلسلية للجمهور العام. في عام 1972، استخدم رجلان عملات من فئة الـ 20 دولارًا مطبوع عليها أرقام أموال كوبر التسلسلية لقبض 30 ألف دولار من مراسل نيوزويك يدعى كارل فليمينج مقابل مقابلة مع رجل زعموا أنه كان الخاطف.
في أوائل عام 1973، مع وجود أموال الفدية التي لا تزال مفقودة، أعادت صحيفة أوريغون جورنال نشر الأرقام التسلسلية وعرضت 1000 دولار لأول شخص يحول أي ورقة نقدية من أموال الفدية إلى الصحيفة أو أي مكتب ميداني لمكتب التحقيقات الفدرالي. في سياتل، قدمت صحيفة سياتل بوست انتليجنس عرضًا مشابهًا بمكافأة 5000 دولار. ظلت العروض سارية حتى عيد الشكر عام 1974، وعلى الرغم من وجود العديد من المباريات القريبة، لم يتم العثور على أي شيء.
في عام 1975، امتثلت شركة التأمين المتعاقدة مع خطوط نورث ويست. لأمر صادر عن المحكمة العليا في ولاية مينيسوتا ودفعت لشركة الطيران مبلغ 180 ألف دولار على أموال الفدية.

### التطورات اللاحقة
أشارت التحليلات اللاحقة إلى أن تقدير منطقة الهبوط الأصلية كان غير دقيق: قرر سكوت، الذي كان يحلق بالطائرة يدويًا بسبب متطلبات كوبر للسرعة والارتفاع، في وقت لاحق أن مسار رحلته كان أبعد بكثير شرقًا مما كان مفترضًا في البداية. تشير هذه البيانات وغيرها من البيانات التكميلية إلى أن منطقة الهبوط الفعلية ربما كانت جنوب شرق جنوب شرق التقدير الأصلي، في منطقة تصريف نهر واشوغال.

### إيقاف التحقيق
في 8 يوليو 2016، أعلن مكتب التحقيقات الفدرالي أنه سيعلق التحقيق النشط في قضية كوبر، مشيرًا إلى الحاجة إلى تركيز موارده التحقيقية وقوته البشرية على قضايا ذات أولوية أعلى وأكثر إلحاحًا. ستستمر المكاتب الميدانية المحلية في قبول أي أدلة مادية مشروعة -تتعلق على وجه التحديد بالمظلات أو أموال الفدية -التي قد تظهر في المستقبل. سيتم الاحتفاظ بملف القضية المكون من 60 مجلدًا والذي تم تجميعه على مدار 45 عامًا من التحقيق لأغراض تاريخية في مقر مكتب التحقيقات الفدرالي في واشنطن العاصمة، على موقع مكتب التحقيقات الفدرالي، يوجد حاليًا حزمة مكونة من 28 جزءًا مليئة بالأدلة التي تم جمعها على مر السنين. كل الأدلة مفتوحة للجمهور لقراءتها.

## نظريات وتخمينات
على مدى 45 عامًا من التحقيق النشط، نشر مكتب التحقيقات الفيدرالي بشكل دوري بعض فرضيات العمل والاستنتاجات المؤقتة، المستمدة من شهادة الشهود والأدلة المادية النادرة.

### أوصاف المشتبه
يبدو أن كوبر على دراية بمنطقة سياتل وربما كان من قدامى المحاربين في القوات الجوية، بناءً على شهادة أنه تعرف على مدينة تاكوما من الجو حيث حلقت الطائرة، وتعليقه الدقيق لـلمضيفة ماكلو بأن قاعدة ماكورد كانت تبعد تقريبًا 20 دقائق بالسيارة من مطار سياتل تاكوما -وهي تفاصيل لن يعرفها معظم المدنيين أو يعلقون عليها. كان وضعه المالي يائسًا على الأرجح. وفقا لكبير المحققين المتقاعدين في مكتب التحقيقات الفدرالي، رالف هيملسباخ، المبتزون والمجرمون الآخرون الذين يسرقون مبالغ كبيرة من المال يفعلون ذلك دائمًا تقريبًا لأنهم بحاجة ماسة إليه؛ وإلا فإن الجريمة لا تستحق المخاطرة الكبيرة.
وبدلاً من ذلك، ربما يكون كوبر «باحثًا عن الإثارة» لأنه قام بقفزة خطيرة «فقط لإثبات أنه يمكنه القيام بها».
افترض العملاء الفدراليين أن كوبر أخذ اسمه المستعار من سلسلة كتب هزلية بلجيكية شهيرة في السبعينيات يضم البطل الخيالي دان كوبر، وهو طيار تجريبي لسلاح الجو الملكي الكندي شارك في العديد من المغامرات البطولية، بما في ذلك القفز بالمظلات. (غلاف واحد من السلسلة، مستنسخ على موقع مكتب التحقيقات الفدرالي على الإنترنت، يصور اختبار تجريبي كوبر للقفز بالمظلات في سباق مظلي كامل.)
نظرًا لأن القصص المصورة المشار إليها لم تُترجم أبدًا إلى اللغة الإنجليزية، ولا يتم استيرادها إلى الولايات المتحدة، فقد تكهنوا بأنه ربما قد قرأها أثناء خدمته العسكرية في أوروبا.
اقترح فريق أبحاث قضية كوبر الاحتمال البديل أن يكون كوبر كنديًا، لأنهم وجدوا القصص المصورة في كندا، حيث تم بيعها أيضًا. وأشاروا إلى مطالبته المحددة بـ «العملة الأمريكية القابلة للتداول»، وهي عبارة نادرا ما تستخدم من قبل المواطنين الأمريكيين؛ بما أن الشهود ذكروا أن كوبر لم يكن لهجة مميزة، فإن كندا ستكون على الأرجح بلد المنشأ إذا لم يكن مواطنًا أمريكيًا.
تشير الأدلة إلى أن كوبر كان على دراية بتقنية الطيران والطائرات والتضاريس. وطالب بأربعة مظلات لفرض الافتراض بأنه قد يجبر رهينة أو أكثر على القفز معه، وبالتالي ضمان سريان عمليته بالشكل المطلوب دون تخريب. اختار طائرة 727 لأنها كانت مثالية للهروب بسبب تصميمها، ليس فقط بسبب بابها الخلفي، ولكن أيضًا الوضع المرتفع الخلفي للمحركات الثلاثة، مما سمح بالقفز الآمن بشكل معقول على الرغم من قرب عادم المحرك. كان لديها قدرة «وقود أحادي النقطة»، وهو ابتكار حديث في ذلك الوقت سمح بإعادة تزويد جميع الدبابات بالوقود بسرعة من خلال منفذ وقود واحد. كما أن لديها القدرة (غير المعتادة بالنسبة لطائرة نفاثة تجارية) على البقاء في رحلة بطيئة منخفضة الارتفاع دون توقف؛ وعرف كوبر كيفية التحكم في سرعة الهواء والارتفاع دون الدخول إلى قمرة القيادة، حيث كان بإمكان الطيارين الثلاثة التغلب عليه.
بالإضافة إلى ذلك، كان كوبر على دراية بالتفاصيل المهمة، مثل أن يكون ارتفاع الجناح المناسب يبلغ 15 درجة (والذي كان فريدًا لتلك الطائرة)، ووقت التزود بالوقود النموذجي. كان يعلم أنه يمكن تخفيض الهواء في الخلف أثناء الرحلة -وهي حقيقة لم يتم الكشف عنها أبدًا لطواقم الرحلات المدنية، نظرًا لعدم وجود حالة على رحلة ركاب تجعلها ضرورية -وأن تشغيلها، من خلال مفتاح واحد في الجزء الخلفي من الطائرة. المقصورة، لا يمكن تجاوزها من قمرة القيادة.
كان بعض هذه المعلومات فريدًا تقريبًا للوحدات شبه العسكرية التابعة لوكالة المخابرات المركزية.
بالإضافة إلى التخطيط لهروبه، تكلم كوبر عبر أوراق الملاحظات وارتدى نظارات داكنة، مما يشير إلى أنه كان لديه مستوى معين من التعقيد في تجنب الأشياء التي ستساعد في التعرف عليه.
على الرغم من الخطر غير المقبول بسبب السلامة العالية ومعايير التدريب والتجهيزات الخاصة بأجهزة القفز بالمظلات، فإن ما إذا كانت قفزة كوبر انتحارية فعليًا هي مسألة خلاف. يؤكد مؤلف نظرة عامة ومقارنة عمليات الإنقاذ التي قام بها طاقم الطائرة في الحرب العالمية الثانية مع انخفاض كوبر على احتمال بقائه، ويقترح أنه مثل المقلد مارتن ماكنالي، فقد كوبر الفدية أثناء النزول. لا يزال لغز كيفية غسل الفدية في تينا بار من أي منطقة قفزة كوبر باقًا. وجد تينا بار أن الشذوذ دفع أحد الصحفيين المحليين إلى اقتراح أن كوبر ألقى الفدية، مع العلم أنه لا يمكنه إنفاقها أبدًا.
وفقًا لإحدى فرق البحث التابعة لمكتب التحقيقات الفدرالي، ربما يكون تخطيط كوبر الدقيق قد امتد أيضًا إلى توقيت عمليته وحتى اختياره للملابس. قام مكتب التحقيقات الفدرالي بتفتيش ولكن لم يتمكن من العثور على أي شخص اختفى في نهاية هذا الأسبوع"، مشيرًا إلى أن الجاني ربما يكون قد عاد إلى مهنته الطبيعية. "إذا كنت تخطط للعودة" للعمل يوم الاثنين "، فستحتاج إلى أكبر وقت ممكن للخروج من الغابة، والعثور على وسائل النقل والعودة إلى المنزل. أفضل وقت لذلك هو أمام أن يكون الوقت قبل عطلة نهاية الأسبوع بيوم، وهو التوقيت الذي اختاره دان كوبر لجريمته ". علاوة على ذلك، "إذا كان يخطط للمستقبل، فقد عرف أنه يجب عليه الانتقال من الغابة، ومن الأسهل بكثير الحصول على بدلة وربطة عنق من الجينز الأزرق القديم."
كان المكتب أكثر تشككًا، وخلص إلى أن كوبر يفتقر إلى مهارات وخبرة القفز بالمظلات الحاسمة. قال العميل الخاص لاري كار، قائد فريق التحقيق منذ عام 2006 وحتى حله في عام 2016: "اعتقدنا في الأصل أن كوبر كان قافزًا متمرسًا، وربما حتى مظليًا"، وخلصنا بعد بضع سنوات إلى أن هذا ليس صحيحًا. بحسب الأوامر التي أعطاها كوبر للطيار ومساعده. لن يقفز أي من المظليين ذوي الخبرة في ليلة سوداء قاتلة، في المطر، مع رياح بسرعة 172 ميل في الساعة. كان ببساطة محفوفًا بالمخاطر للغاية، كما افتقد أيضًا أن مظلته الاحتياطية كانت فقط للتدريب وتم إغلاقها -وهو أمر كان سيفحصه قفز ماهر ".
كما فشل في إحضار خوذة أو طلبها، واختار القفز بدونها، وقفز إلى الرياح ذات درجة برودة 15 فهرنهايت (9.44 درجات مئوية تحت الصفر) على ارتفاع 10000 قدم في نوفمبر فوق ولاية واشنطن دون حماية مناسبة ضد برودة الرياح الشديدة.
وتكهن مكتب التحقيقات الفدرالي منذ البداية أن كوبر لم ينجو من قفزته. قال كار: «الغوص في البرية بدون خطة، وبدون المعدات المناسبة، في مثل هذه الظروف الرهيبة، ربما لم تفتح المظلة»، حتى لو هبط بأمان، فإن العملاء يجادلون بأن البقاء في التضاريس الجبلية في البداية من فصل الشتاء كان من المستحيل تقريبا بدون شريك في نقطة هبوط محددة سلفا. كان هذا يتطلب قفزة في الوقت المحدد بدقة -مما يستدعي بدوره تعاون طاقم الطيران. لا يوجد دليل على أن كوبر طلب أو تلقى أي مساعدة من الطاقم، ولا لديه أي فكرة واضحة عن مكانه عندما قفز إلى الظلام العاصف الغامض.

### أموال الفدية
أطلق الاكتشاف النقدي لعام 1980 عدة جولات جديدة من التخمينات وأثار في النهاية أسئلة أكثر مما أجاب. تم إنشاء البيانات الأولية من قبل المحققين والاستشاريين العلميين على افتراض أن الفواتير المجمعة تغسل بحرية في نهر كولومبيا من أحد روافده العديدة المرتبطة. وأشار أحد علماء المياه في سلاح المهندسين بالجيش إلى أن الفواتير قد تفككت بطريقة «مستديرة» وتم ربطها معًا، مما يشير إلى أنها قد تم ترسيبها عن طريق العمل النهري، بدلاً من دفنها عمداً. أن كوبر لم يهبط بالقرب من بحيرة ميروين ولا أي رافد لنهر لويس، الذي يغذي كولومبيا في اتجاه مجرى النهر من تينا بار.
لكن فرضية «التعويم الحر» قدمت صعوباتها الخاصة. كانت الأدلة المادية غير متوافقة مع الأدلة الجيولوجية: لاحظ هيملسباخ أن حزم الأموال العائمة الحرة كان عليها أن تغسل على الضفة «في غضون عامين» من الاختطاف. وإلا لكانت الأربطة المطاطية قد تدهورت منذ فترة طويلة، وأكدت تجربة من قبل فريق أبحاث كوبر. تشير الأدلة الجيولوجية إلى أن الأموال المتناثرة وصلت إلى بئر تينا بار بعد عام 1974، وهو عام عمل سلاح المهندسين في عملية التجريف على امتداد هذا النهر. وجد الجيولوجي ليونارد بالمر من جامعة بورتلاند الحكومية طبقتين مميزتين من الرمل والرواسب بين الطين المودع على ضفة النعرات وطبقة الرمل التي دفنت فيها الاموال، مشيرًا إلى أن الفواتير وصلت لفترة طويلة بعد الانتهاء من التجريف.
كتب هيملسباخ: «يجب أن أعترف، إذا كنت سأبحث عن كوبر، فسوف أتوجه إلى واشوغال».
تم تفتيش وادي وشوغال والمناطق المحيطة به بشكل متكرر من قبل أفراد ومجموعات خاصة في السنوات اللاحقة؛ حتى الآن، لم يتم الإبلاغ عن أي اكتشافات يمكن تتبعها مباشرة للاختطاف.
وتكهن بعض المحققين بأن ثورة البركان عام 1980 في جبل سانت هيلينز قد طمس أي أدلة مادية متبقية.
تم تقديم نظريات بديلة. يعتقد البعض أن الأموال قد تم العثور عليها في مكان بعيد بواسطة شخص (أو ربما حتى حيوان بري)، تم نقلها إلى ضفة النهر، وتم إعادة دفنها هناك. اقترح مأمور مقاطعة كاوليتز أن يسقط كوبر عن طريق الخطأ بعض الحزم في الجو، والتي فجرت بعد ذلك الطائرة ووقعت في نهر كولومبيا. افترض أحد رؤساء تحرير الصحف المحلية أن كوبر، مع العلم أنه لا يمكنه أبدًا إنفاق المال، أو التخلص منه في النهر، أو دفن أجزاء منه في تينا بار (وربما في مكان آخر) نفسه.
لا توجد فرضية مقدمة حتى الآن تشرح بشكل مرضٍ جميع الأدلة الموجودة.

## قانون تساقط الجرائم بالتقادم
قانون التقادم هو قانون يمنع المدّعين من اتهام شخص بجريمة ارتكبت منذ أكثر من عدد محدد من السنوات. الغرض الرئيسي من هذه القوانين هو ضمان استناد الإدانات إلى أدلة
في عام 1976، كان هناك بخصوص قانون التقادم وهل يفعل في مثل هذه الحالات. اتفقت معظم التحليلات القانونية المنشورة على أنه لن يحدث فرقًا كبيرًا، حيث يختلف تفسير القانون اختلافًا كبيرًا من قضية إلى أخرى ومن محكمة إلى محكمة، ويمكن للمدعي العام أن يجادل بأن كوبر قد خسر الحصانة لأي من الأسس التقنية العديدة الصالحة
  أصبح السؤال غير ذي صلة في نوفمبر عندما أعادت هيئة محلفين كبرى في بورتلاند لائحة اتهام غيابية ضد جون دو "الاسم الذي يطلق على الأشخاص مجهولي الهوية في الولايات المتحدة"، المعروف أيضًا باسم دان كوبر" بتهمة القرصنة الجوية وانتهاك قانون هوبز.
بدأت لائحة الاتهام رسميًا الملاحقة القضائية التي يمكن أن تستمر، إذا تم القبض على الخاطف، في أي وقت في المستقبل.